# Laptevhavet

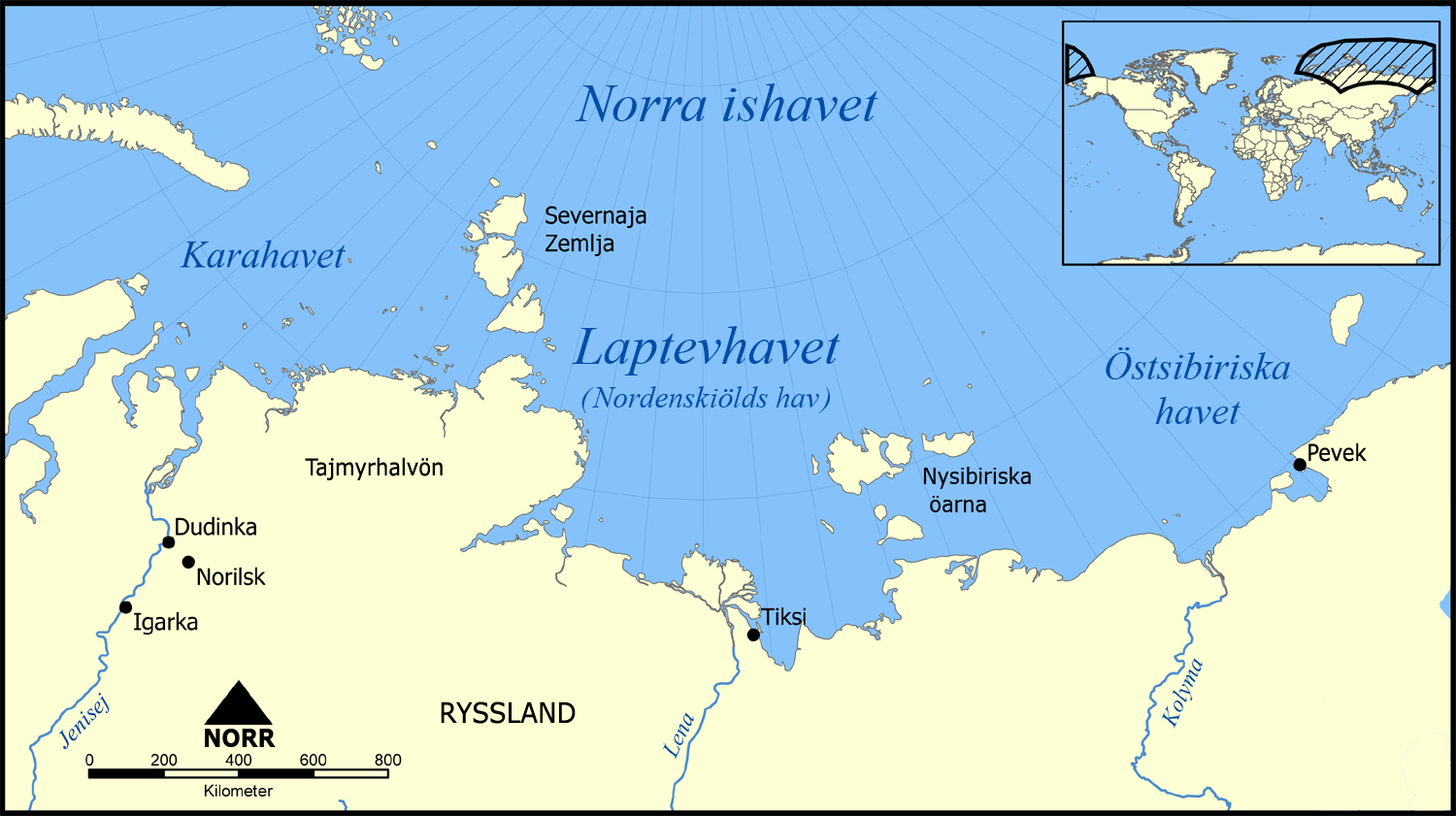
Karta över Laptevhavet.

Laptevhavet (ryska: мо́ре Ла́птевых) är ett randhav till Norra ishavet, norr om Ryssland. Till väster ligger Karahavet och till öster ligger Östsibiriska havet.

## Etymologi
Det tidigare namnet som användes fram till 1935 var Nordenskiölds hav, efter den finlandssvenske upptäcktsresanden Adolf Erik Nordenskiöld. Havets nuvarande ryska namn, som också används internationellt, är efter de ryska upptäckarna Dmitrij och Chariton Laptev.

## Geografi
Havet sträcker sig mellan ögruppen Severnaja Zemlja och de nysibiriska öarna, alltså ungefär mellan 110° och 140° östlig längd. Havet har en areal på cirka 678 000 km², med ett medeldjup på 578 meter. Det största djupet som är känt är på 3 385 meter under vattenytan. Några av Sibiriens största floder, som till exempel Lena, mynnar i Laptevhavet och bidrar med sötvattentillförsel. Under sommaren är Laptevhavets södra del farbar, annars täcks havet av pack- och drivis.

## Galleri

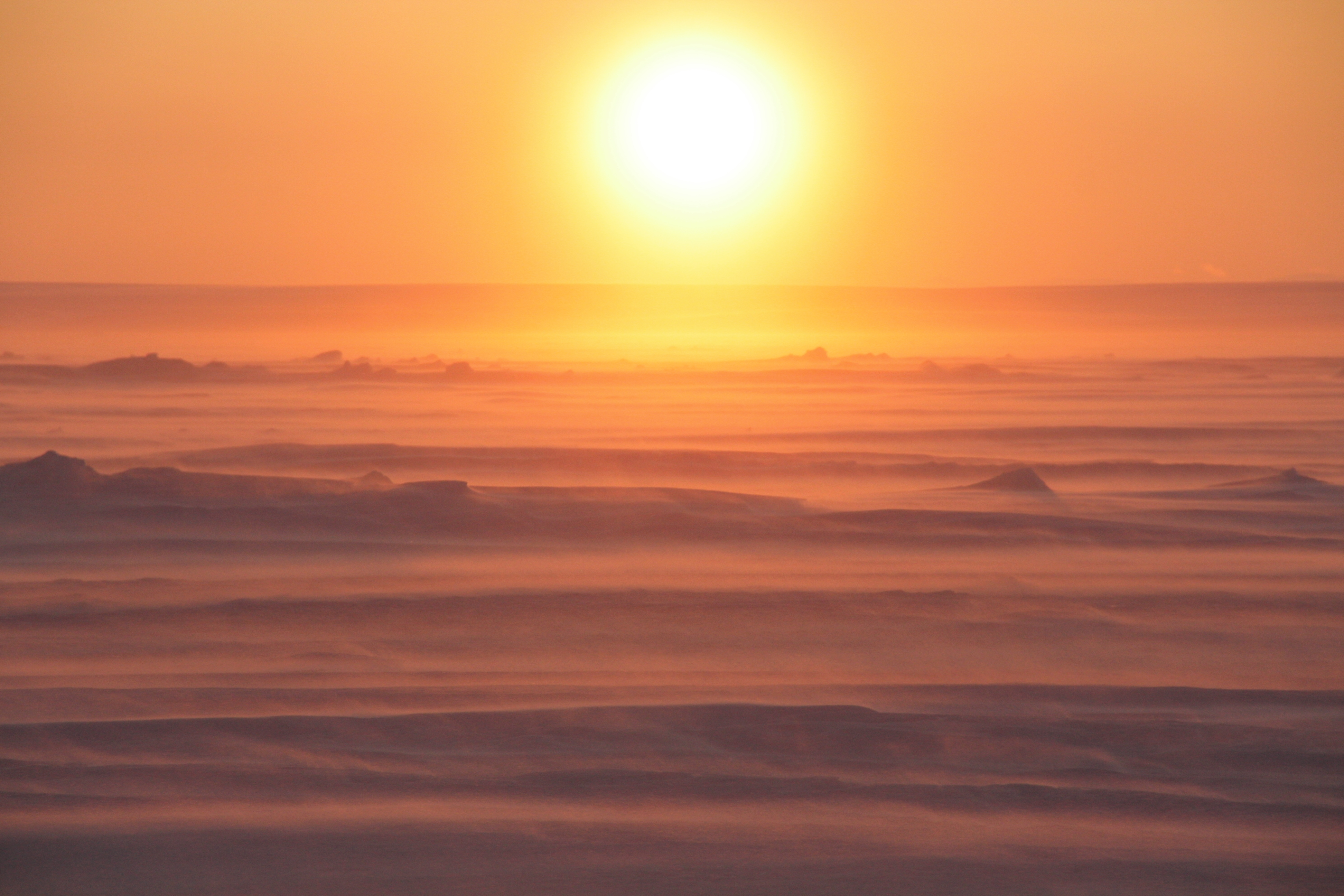
Solnedgång vid Laptevhavet.
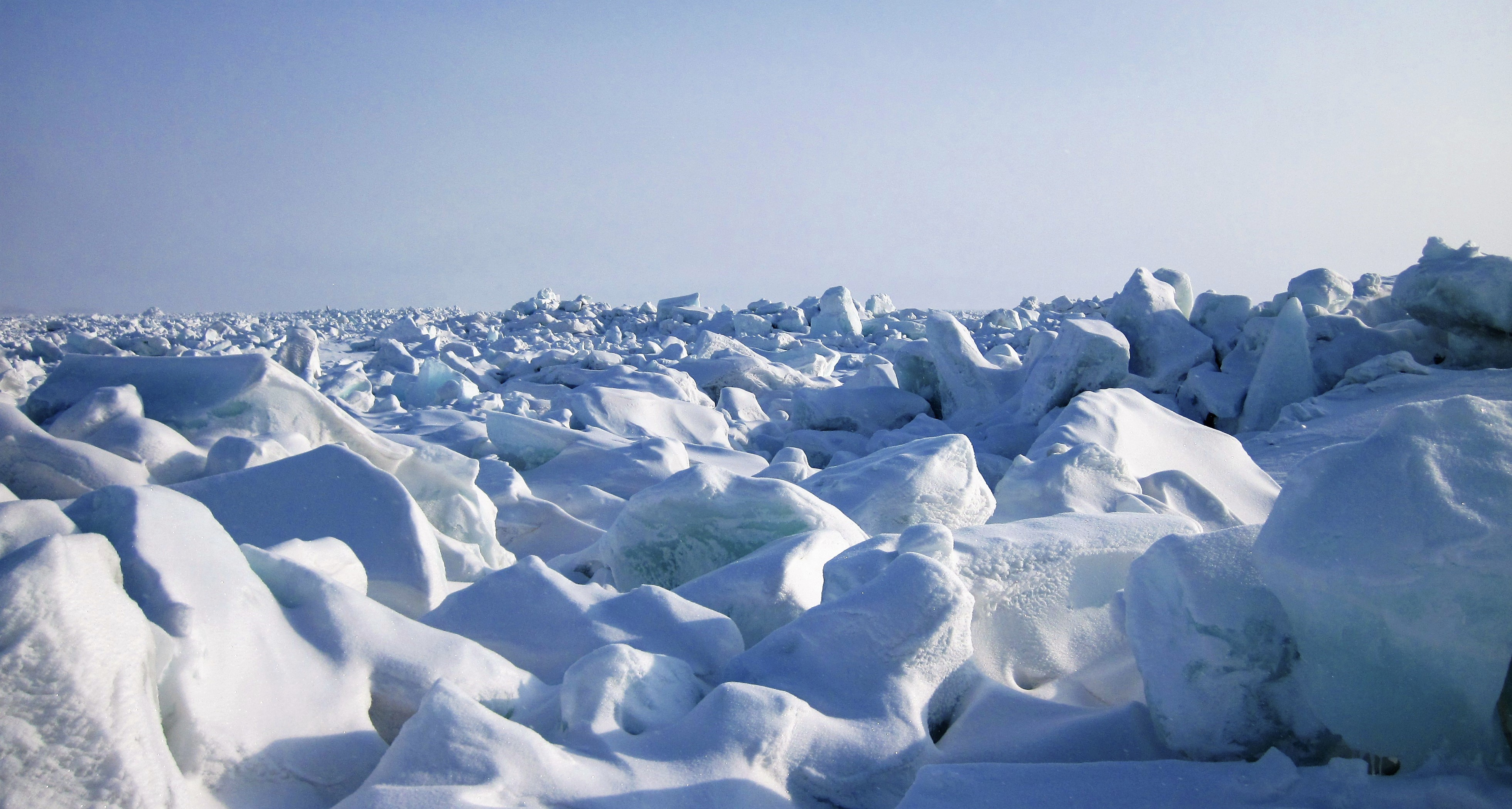
Oregelbunden packis på havet.
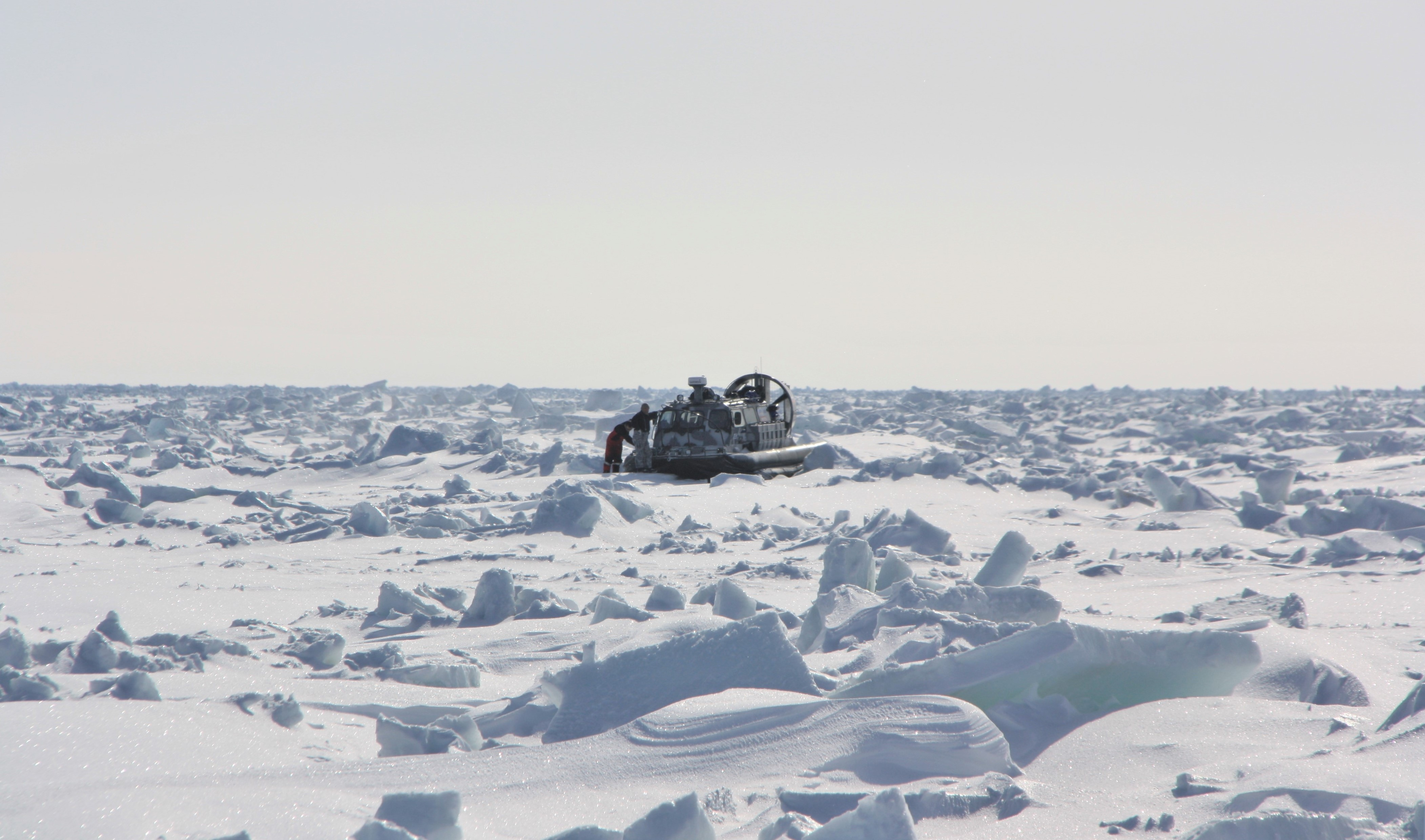
Rysk svävare på Laptevhavet.